# Le Rœulx
Le Rœulx är en kommun i Belgien.   Den ligger i provinsen Hainaut och regionen Vallonien, i den centrala delen av landet, 40 km söder om huvudstaden Bryssel. Antalet invånare är 8 240.
Runt Le Rœulx är det i huvudsak tätbebyggt. Runt Le Rœulx är det tätbefolkat, med 790 invånare per kvadratkilometer.